# エリ級フリゲート
エリ級フリゲート（希: φρεγάτες τύπου Έλλη, 英: Elli-class frigate）は、ギリシャ海軍の汎用フリゲートの艦級。

## 来歴
ギリシャ海軍は、1951年にグリーブス級駆逐艦2隻、1959年から1962年にかけてフレッチャー級駆逐艦6隻、1971年にアレン・M・サムナー級駆逐艦1隻、1972年から1977年にかけてギアリング級駆逐艦5隻を取得した。これらのアメリカ製駆逐艦は艦隊の主力を構成したが、いずれも第二次世界大戦世代の艦であり、近代化が求められていた。またアメリカ海軍への依存度を低める必要もあり、オランダが建造を進めていたコルテノール級フリゲートをもとに、所要の設計変更を施した艦の取得が決定された。これが本級である。
まず1980年・1981年に、オランダ海軍向けに建造されていたコルテノール級7・8番艦（F-812・813）を購入し、設計を変更して竣工・就役させた。当初は3番艦の建造も検討されていたが、これは断念され、かわって、オランダ海軍が退役させた艦が購入されることになった。まず1993年から1995年にかけて3隻、更に1997年から2003年にかけて5隻を購入し、順次に再就役させた。

## 設計
上記の経緯より、本級の設計は、基本的にコルテノール級とほぼ同様であるが、変更点としては下記のようなものがある。
- 76mm単装両用砲を後部上部構造物上にもう1基追加装備
- CIWSをゴールキーパー 1基からファランクス 2基に変更
- 格納庫を2.2メートル延長し、艦載機をアグスタウェストランド リンクスからアグスタ・ベル　アグスタ-ベル 212ASWに変更

またオランダ海軍の退役艦についてもオリジナルのエリ級にほぼ準じた改修を受けており、その一部として扱われることが多いが、76mm単装両用砲・ファランクスCIWSがそれぞれ1基のみである、などの差異がある。
なお就役後、デコイ発射機は、イギリス製のコーバスからアメリカ製のMk 36 SRBOCに換装された。また2003年には、6隻（F-450・451、F-459～462）を対象として電子装備の近代化が発注された。
- 戦術情報処理装置をSEWACO-IIからTACTICOSに換装
- 対水上捜索レーダーをZW-06からタレス・スカウトに換装
- 電波探知装置をスフィンクスからCS-3701に換装
- MSP-500光学射撃指揮装置の追加装備

またNATOシー・スパロー・ミサイル・システム（NSSMS）のMk.29 8連装ミサイル発射機をMk.48 VLSに換装する計画もあったが、これは断念された。

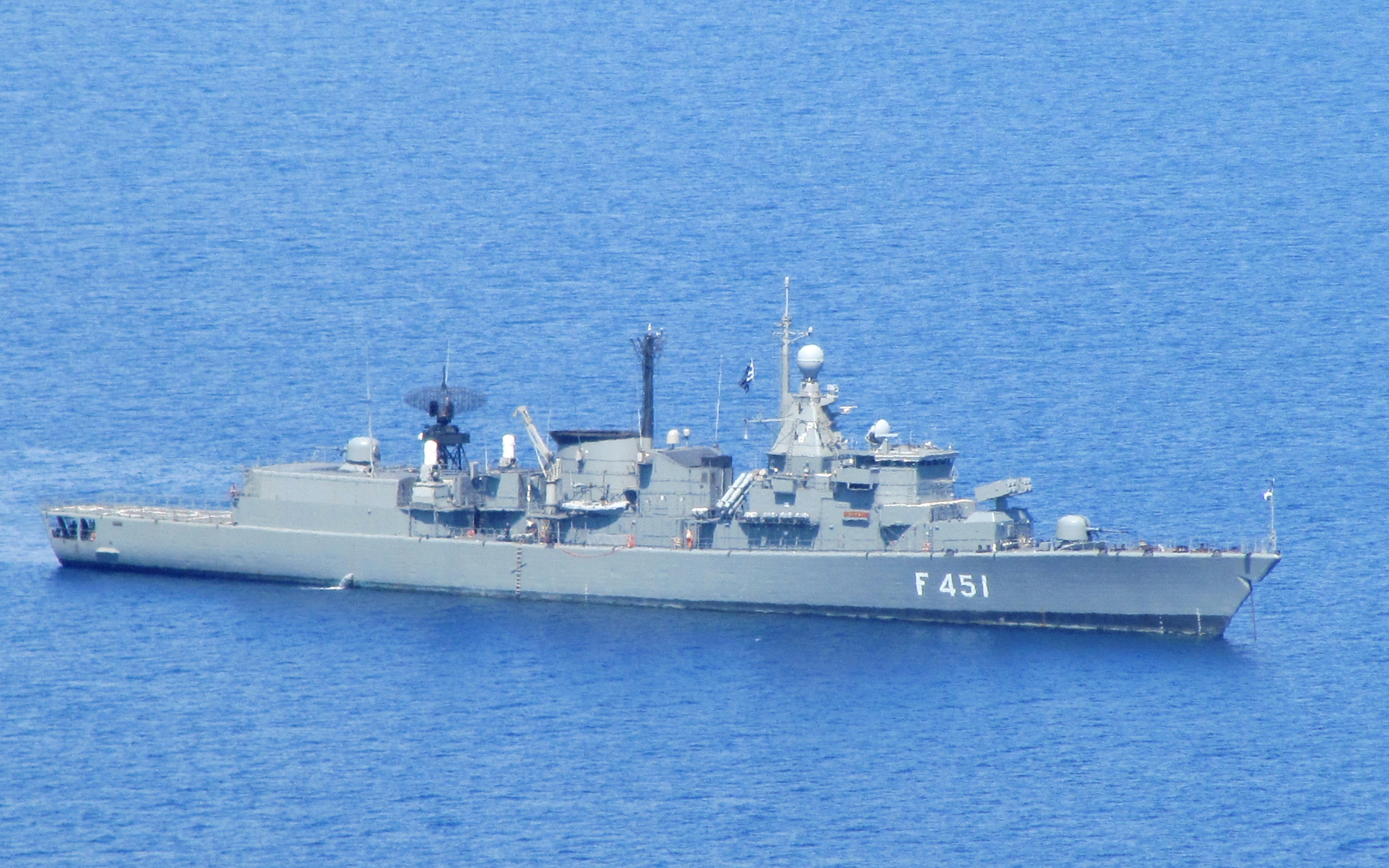
「リムノス」。オリジナルのエリ型。
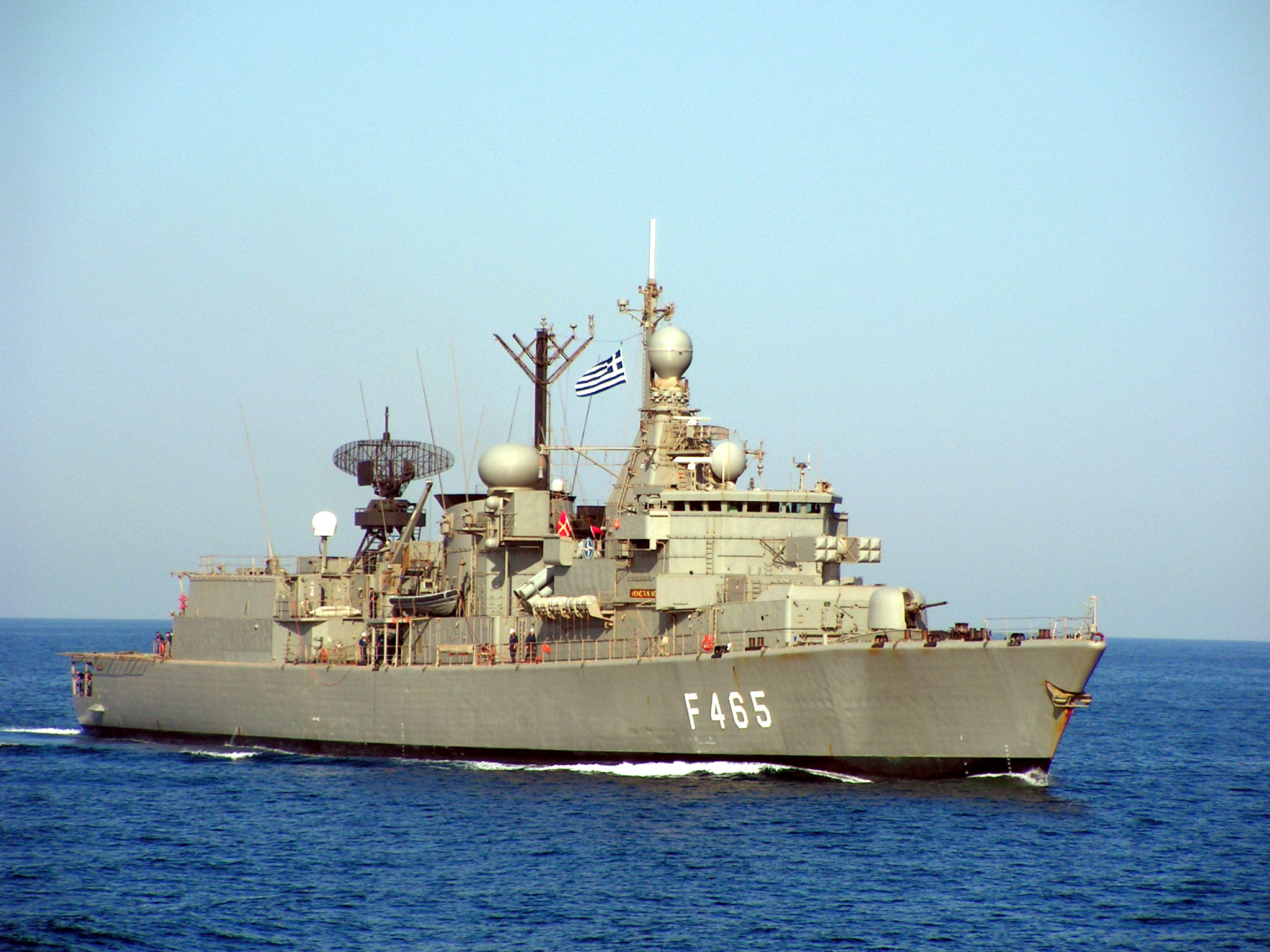
「テミストクレス」。オランダ海軍からの中古購入艦。

## 同型艦
| #     | 艦名                                                    | 由来                         | 就役           | 脚注                                                |
| ----- | ------------------------------------------------------- | ---------------------------- | -------------- | --------------------------------------------------- |
| F-450 | エリ Elli:Έλλη                                          | エリの海戦                   | 1981年10月10日 | オリジナル。                                        |
| F-451 | リムノス Limnos:Λήμνος                                  | リムノスの海戦               | 1982年9月18日  | オリジナル。                                        |
| F-459 | アドリアス Adrias;Αδρίας                                | アドリア                     | 1993年5月14日  | 旧蘭海軍 F808「カレンブルク」。                     |
| F-460 | アイガイオーン Aegeon: Αιγαίον                          | エーゲ海                     | 1994年3月30日  | 旧蘭海軍 F810「バンケルト」。                       |
| F-461 | ナヴァリノン Navarinon;Ναυαρίνον                        | ナヴァリノの海戦             | 1995年3月1日   | 旧蘭海軍 F809「ヴァン・キンスベルケン」。           |
| F-462 | コンドゥリオティス Kountouriotis;Κουντουριώτης          | パブロ・コンドゥリオティス   | 1997年12月15日 | 旧蘭海軍 F807「コルテノール」。                     |
| F-463 | ブブリナ Bouboulina;Μπουμπουλίνα                        | ラスカリナ・ブブリ           | 2002年4月4日   | 旧蘭海軍 F826「ピーテル・フローリス」。             |
| F-464 | カナリス Kanaris;Κανάρης                                | コンスタンティノス・カナリス | 2002年11月29日 | 旧蘭海軍 F825「ヤン・ヴァン・ブラケル」。           |
| F-465 | テミストクレス Themistoklis;Θεμιστοκλής                 | テミストクレス               | 2003年10月24日 | 旧蘭海軍 F823「フィリップス・ヴァン・アルモンド」。 |
| F-466 | ニケフォロス・フォカス Nikiforos Fokas; Νικηφόρος Φωκάς | ニケフォロス2世フォカス      | 2004年11月19日 | 旧蘭海軍 F824「ブロイス・ヴァン・トレスロン」。     |

### 準同型艦
- コルテノール級フリゲート（ オランダ海軍）
- ブレーメン級フリゲート（ ドイツ海軍）